# Абдракманов, Садырбек
Садырбек Абдракманович Абдракманов — советский хозяйственный, государственный и политический деятель.

## Биография
Родился в 19 декабря 1928г. в селе Дархан Иссык-Кульской области. Член КПСС.
С 1944 года — на хозяйственной, общественной и политической работе. В 1944—1998 гг. — помощник чабана в колхозе им. Ворошилова, учитель в Дарханской средней школе, директор Оргочорской семилетней школы Покровского района Иссык-Кульской области, работник исполнительных и партийных органов.
Первый секретарь Джеты-Огузского райкома КП Киргизской ССР
Первый секретарь Тюпского райкома КП Киргизской ССР
Министр хлебопродуктов Киргизской ССР
Гендиректор Государственного производственного объединения хлебопродуктов и заготовок республики,
Президент АО «Бишкек-Дан-Азык»
Избирался Депутатом Верховного Совета Киргизской ССР 7-12-го созывов.
Почётный гражданин Иссык-Кульской области.
Умер в Бишкеке в 2011 году.